# Al-Istachrī
Al-Istachrī (auch al-Istakhrī oder al-Fārisī, eigentlich Abū Isḥāq Ibrāhīm b. Muḥammad al-Iṣṭaḫrī al-Fārisī al-Karḫī; fl. 10. Jh.) war ein iranisch-arabischer Geograf und Kartograf. Er ist als Autor des Buches der Routen und Reiche (Kitāb al-Masālik wa-l-Mamālik) bekannt, einem geographischen Werk mit 21 Karten. Er scheint im islamischen Osten gereist zu sein und ein kurzes Werk über die persische Region Fārs verfasst zu haben, das allerdings nicht erhalten ist.

## Biographie
Al-Istachrī kam wahrscheinlich aus Istachr, der ehemaligen sassanidischen Hauptstadt in der Provinz Fars, deswegen ist der Beiname al-Fārisī. Der Beiname al-Karḫī deutet darauf hin, dass er sich irgendwann in seinem Leben in Irak, im gleichnamigen Stadtviertel Bagdads, Karḫ, niedergelassen hat. Die Beschreibung der Truppen, die von Bāres, einem ehemaligen Gefolgsmann des Samaniden-Emirs Esmāʿīl b. Aḥmad (gest. 906), in Bagdad kurz nach der Meuterei von Ibn al-Moʿtazz (17. Dezember 908) angeführt wurden, ist ein Hinweis darauf, dass al-Istachrī zu dieser Zeit in der Stadt war. Weitere biographische Einzelheiten über ihn sind kaum bekannt, allerdings berichtet er selbst von Reisen, z. B. nach Mekka (wahrscheinlich im Rahmen der Pilgerfahrt), Syrien und Samarkand. Außerdem erwähnt er Aufenthalte in Kūfa, Baṣra, Ḫūzestān, Ray, Buchara und Samarkand. Während seiner Reisen traf al-Iṣṭaḫrī Ibn Ḥawqal (gest. nach 978). Die beiden Geographen verglichen und verbesserten gegenseitig ihre Karten, was Ibn Ḥawqal in seinem Werk Kitāb Ṣūrat al-Arḍ beschreibt.